# Julia Pastrana
Julia Pastrana (ur. 1834 w Meksyku, zm. 24 marca 1860 w Moskwie) – Meksykanka, pokazywana jako atrakcja w wielu krajach XIX-wiecznej Europy z powodu niezwykle bujnego owłosienia całego ciała.

## Historia
Julia Pastrana urodziła się w 1834 roku. Prawdopodobnie porzucona przez matkę, została oddana do sierocińca w Culiacán. Między 1837 a 1854 rokiem przebywała u gubernatora jednej z meksykańskich prowincji, po czym rozpoczęła karierę jako atrakcja wędrownych pokazów, organizowanych w Stanach Zjednoczonych. Od jej amerykańskiego „menedżera” Ratesa odkupił ją Theodore Lent, który postanowił pokazać ją europejskim widzom. W 1857 roku Julia Pastrana była wystawiana w Londynie; w tym samym roku w Lipsku grana była sztuka Mleczarz uleczony z jej udziałem, zaraz po premierze zakazana przez policję. W trakcie podróży Lent ożenił się z Julią, która ze względu na swoją popularność otrzymywała wiele propozycji małżeństwa, a Lent – propozycji odkupienia jej. W 1858 roku Julia występowała w Warszawie i Moskwie. 20 marca 1860 roku urodziła syna, również z niezwykłym owłosieniem całego ciała. Niemowlę zmarło wkrótce po porodzie, a Pastrana w nocy z 24 na 25 marca z powodu powikłań poporodowych.
Lent z pomocą rosyjskiego lekarza, niejakiego Sokołowa, zmumifikował i wypchał ciała żony i dziecka, po czym kontynuował tournée, pokazując je w przeszklonych gablotach. Wkrótce poznał inną kobietę z podobnymi cechami, Niemkę Marie Bartel i także się z nią ożenił. Marie występowała pod pseudonimem Zenora Pastrana. W 1880 roku osiedli w Petersburgu, a kilka lat później Lent został zamknięty w ośrodku dla psychicznie chorych. Marie wróciła do Niemiec wraz z ciałami Julii i jej syna, które odziedziczyła po mężu. Na początku XX wieku eksponaty te pokazywał w swoim gabinecie osobliwości Haakon Lund, dopóki tego typu wystawy nie zostały zakazane przez Niemcy w 1943 roku. Julia i jej syn zostali zamknięci w magazynach, następnie odziedziczeni przez syna Lunda, Hansa Lunda, a później wnuka, Bjørna Lunda. Po włamaniu do magazynu Lunda w latach 70. XX wieku oba ciała zostały zdeponowane w magazynach policyjnych. Po kilku latach „Kriminal Journalen” nagłośnił sprawę przechowywanej w Instytucie Medycyny Kryminalnej w Oslo Julii i jej dziecka. Początkowo chciano ją pochować, ostatecznie jednak została umieszczona w szklanym sarkofagu i wystawiona w Szpitalu Narodowym w Oslo.
2 sierpnia 2012 r. ogłoszono, że Julia Pastrana zostanie ostatecznie pochowana w Meksyku. 12 lutego 2013 r., w wyniku działań m.in. z pomocą gubernatora stanu Sinaloa Mario Lopeza Valdeza i nowojorskiej artystki Laury Anderson Barbaty oraz władz norweskich, ciało zostało po przetransportowaniu do Meksyku pochowane na cmentarzu w Sinaloa de Leyva, miasteczku w pobliżu miejsca urodzenia Pastrany.

## Choroba

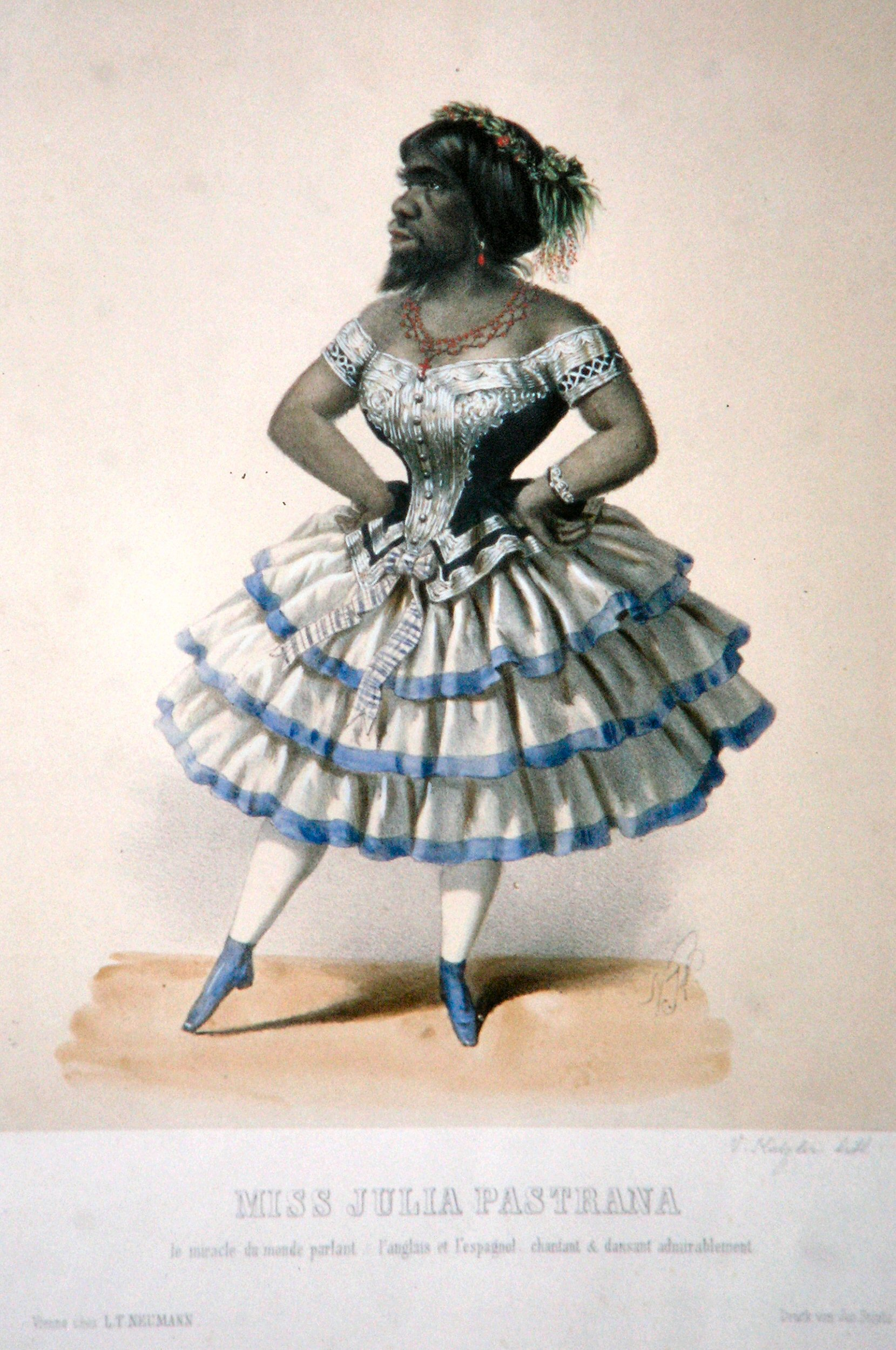
Julia Pastrana na XIX-wiecznej litografii

Wystawiając Julię w Londynie, Lent opisywał ją w broszurze jako dziecko Meksykanki i małpy bądź niedźwiedzia. Nazywał ją Baboon Lady – Damą Pawianem. Julia już za życia stała się przedmiotem badań naukowych. Alexander B. Mott uznał ją za mieszańca człowieka i orangutana, co potwierdził następnie S. Brainer. Dopiero kolejny z naukowców – Samuel Kneeland Jr. uznał ją za człowieka. J.Z. Laurence opublikował w „Lancecie” artykuł Krótki raport na temat owłosionej i brodatej kobiety. Julię opisał nawet Charles Darwin, zamieszczając swoje uwagi w wydanej w 1868 książce Zmienność zwierząt i roślin w stanie kultury.
W rzeczywistości Julia cierpiała na wrodzoną hipertrichozę z towarzyszącą hipertrofią dziąseł. Była drobnej postury: miała 4,5 stopy czyli niecałe 138 cm wzrostu i ważyła 50,8 kg. Całe jej ciało, z wyjątkiem wnętrza dłoni i podeszew stóp, było pokryte włosami. Opisywana była jako osoba inteligentna, posługująca się trzema językami, lubiąca śpiew i taniec.